# 茨城電力
茨城電力株式会社（いばらきでんりょく）は、茨城県に存在した電力会社である。1921年（大正10年）9月1日に茨城電気と多賀電気の合併により設立された。花貫川水系・川尻川水系・久慈川水系に隣接する水力発電所と水戸市内のガス火力発電所を運営していた．1925年（大正14年）5月31日に東部電力と合併した。

## 沿革

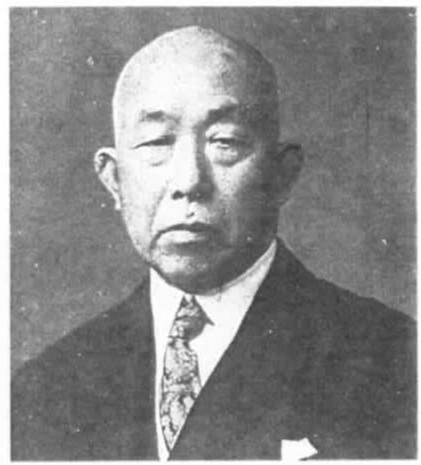
茨城電気創業者の前島平

茨城電力は1921年（大正10年）9月1日に茨城電気と多賀電気が合併したことで設立された会社である。資本金は920万円、本社所在地は水戸市北三ノ丸。専務には茨城電気側から前島平が就任し、1925年（大正14年）5月に東部電力と合併するまでこの体制が続いた。
新会社設立時に資金調達を行った茨城電力は、1922年（大正11年）11月に川尻川発電所の上流に高原発電所（150キロワット）、1923年（大正12年）5月に花貫川に松原発電所（300キロワット）、1923年（大正12年）6月に里川発電所を建設した。
1922年（大正11年）1月1日には供給区域拡大のため笠間電気・下妻電気・結城電気の三社と合併した。この三社はすべて下野電力から受電を行い電力供給を行っていた。笠間電気社長の木村信義と下妻電気社長の沼尻文治は茨城電力の取締役に就任した。この合併を通じて茨城電力の営業区域は1市17町86村と広がることになる。茨城電力は1924年（大正13年）の時点で、茨城県に本社を置く規模が大きい電気事業者となった。
1922年（大正11年）下期には茨城電力と石岡電気との間で電力受給の契約が交わされ、水戸変電所と石岡変電所の間に2万ボルトの送電線路を建設して1922年（大正11年）8月13日に水戸から石岡へ送電が開始された。同じく1922年（大正11年）には久慈電気・水浜電気・千波湖干拓水利組合などにも送電を開始した。1924年（大正13年）下期には久慈川電気工業を合併した。
茨城電力は1922年（大正11年）頃から供給力不足に陥り、同年には郡山電気と電力売買契約を結ぶ。茨城電力は小川発電所間に5万ボルトの常磐送電線路を鉄塔新設し、水戸には変電所を設立した。1924年（大正13年）下期には里川・花貫川・十王川の全てが渇水に陥り、出力が数割減となる。これにより需要家から苦情が噴出したため、茨城電力は応急処置として日立鉱山・郡山電気から買電し、また電力料金の割り引きを行った。応急処置により利益率が減少したため、茨城電力は電源開発を進めながら、郡山電気からの受電も始める。この頃、郡山電気は沼上発電所（1,560キロワット）・竹ノ内発電所（3,000キロワット）・大峰発電所（4,000キロワット）・日橋川発電所（1万9,200キロワット）の発電所を所持し需要不足に悩んでいた。
供給不足の茨城電力と需要不足の郡山電気は次第に接近し、資金難にも陥っていた両社は協議の上合併により危機を乗り越えようとする。1925年（大正14年）1月13日に郡山電気は東部電力株式会社と社名を解消し、合併の準備を始めた。茨城電気側では1925年（大正14年）1月31日に株主総会にて両社合併の議を可決した。1925年（大正14年）5月22日に逓信大臣により合併が認可され、1925年（大正14年）5月31日に茨城電力と東部電力は合併した。合併後の東部電力では、郡山電気の橋本万右衛門が社長に就任し、茨城電力の前島平が副社長に就任した。1925年（大正14年）上期における東部電力の資本金は2,910万円（払込2,077万5千円）で、電灯需要は26万9,703灯、電力需要は電動機が5,830馬力、大口電力が1万2,433キロワットという規模であった。

## 供給区域
1924年（大正13年）12月末時点での茨城電力の電灯・電力供給区域は以下の通り。
- 茨城県
  - 水戸市
  - 東茨城郡
    - 磯浜町 - 大貫町 - 上大野村 - 酒門村 - 吉田村 - 長岡村 - 川根村 - 鯉淵村 - 河和田村 - 下中妻村 - 中妻村 - 上中妻村 - 常磐村 - 渡里村 - 山根村 - 飯富村 - 石塚村 - 圷村 - 沢山村

  - 那珂郡
    - 平磯町 - 湊町 -  前渡村 - 佐野村 - 川田村 - 柳河村 - 五台村[注釈 2] - 菅谷村 - 戸多村 - 額田村 - 瓜連村 - 大場村 - 静村 - 大宮町 - 玉川村 - 大賀村 - 山方村 -

  - 久慈郡
    - 太田町 - 西小沢村 - 佐竹村 - 幸久村 - 坂本村 - 世矢村 - 機初村 - 誉田村 - 佐都村 - 河内村 - 中里村 - 賀美村 - 小里村

  - 多賀郡
    - 豊浦町 - 日高村 - 黒前村 - 櫛形村 - 松原町 - 松岡村 - 南中郷村 - 北中郷村 - 華川村 - 関南村 - 関本村 - 平潟町 - 大津町

  - 西茨城郡
    - 笠間町 - 宍戸町 - 岩間村 - 北川根村 - 大原村 - 南山内村 - 西山内村 - 東那珂村 - 北山内村 - 北那珂村 - 西那珂村 - 南川根村

  - 真壁郡
    - 下妻町 - 大宝村 - 騰波ノ江村 - 上妻村 - 関本町 - 黒子村 - 河内村 - 鳥羽村 - 大田村 - 嘉田生崎村 - 川西村

  - 結城郡[注釈 3]
    - 結城町 - 絹川村 - 上山川村 - 江川村 - 山川村 - 中結城村 - 総上村[注釈 4] - 豊加美村 - 宗道村 - 玉村 - 石下町 - 豊田村 - 三妻村 - 下結城村 - 安静村 - 大形村 - 岡田村 - 大花羽村 - 菅原村 - 名崎村 - 西豊田村

  - 猿島郡
    - 幸島村 - 八俣村 - 逆井山村 - 生子菅村

  - 鹿島郡
    - 夏海村
- 栃木県
  - 下都賀郡
    - 大谷村 - 国分寺町 - 絹村

  - 河内郡
    - 吉田村 - 薬師寺村

上記地域を供給区域として、1924年（大正13年）末時点では、電灯については需要家65,946に対し計160,560灯を供給、電力については計4,913.3キロワット（うち電動機用電力は3,061.3キロワット）を供給していた。

## 各発電所
茨城電力は花貫川水系・川尻川水系・久慈川水系に隣接する水力発電所と水戸市内のガス力発電所を所有していた。1925年（大正14年）3月時点での所有発電所は下記表の通り。
| 発電所名         | 種別   | 所在位置           | 水系・河川       | 使用開始時認可出力 |
| ---------------- | ------ | ------------------ | ---------------- | ------------------ |
| 松原発電所       | 水力   | 多賀郡松原町       | 花貫川水系花貫川 | 300                |
| 花貫川第一発電所 | 水力   | 多賀郡高萩町       | 花貫川水系花貫川 | 600                |
| 花貫川第二発電所 | 水力   | 多賀郡高岡村       | 花貫川水系大熊川 | 710                |
| 高原発電所       | 水力   | 多賀郡黒前町       | 川尻川水系十王川 | 150                |
| 川尻川発電所     | 水力   | 多賀郡櫛形村       | 川尻川水系十王川 | 600                |
| 町屋発電所       | 水力   | 久慈郡川内村       | 久慈川水系里川   | 300                |
| 中里発電所       | 水力   | 久慈郡中里村       | 久慈川水系里川   | 400                |
| 賀美発電所       | 水力   | 久慈郡賀美村       | 久慈川水系里川   | 540                |
| 里川発電所       | 水力   | 久慈郡中里村       | 久慈川水系里川   | 700                |
| 水戸発電所       | ガス力 | 水戸市上市北三ノ丸 |                  | 75                 |

茨城電力が開設した高原発電所・松原発電所・里川発電所の概要について述べる。

### 高原発電所
高原発電所は1922年（大正11年）11月に川尻川水系十王川に竣工された水力発電所である。発電所出力が150キロワットと低かったため、竣工から30年後の1952年（昭和27年）10月22日に廃止された。高原発電所の所属は、茨城電力 - 東部電力 - 大日本電力 - 関東配電 - 東京電力と変遷した。諸元は下記の通り。
- 河川名：川尻川水系十王川[10]
- 発電所出力：150キロワット[11]
- 最大使用水量：1.11立方メートル毎秒[11]
- 有効落差：24.5メートル[11]
- 水車：横軸フランシス水車[11]
- 発電機：三相交流発電機[11]

### 松原発電所

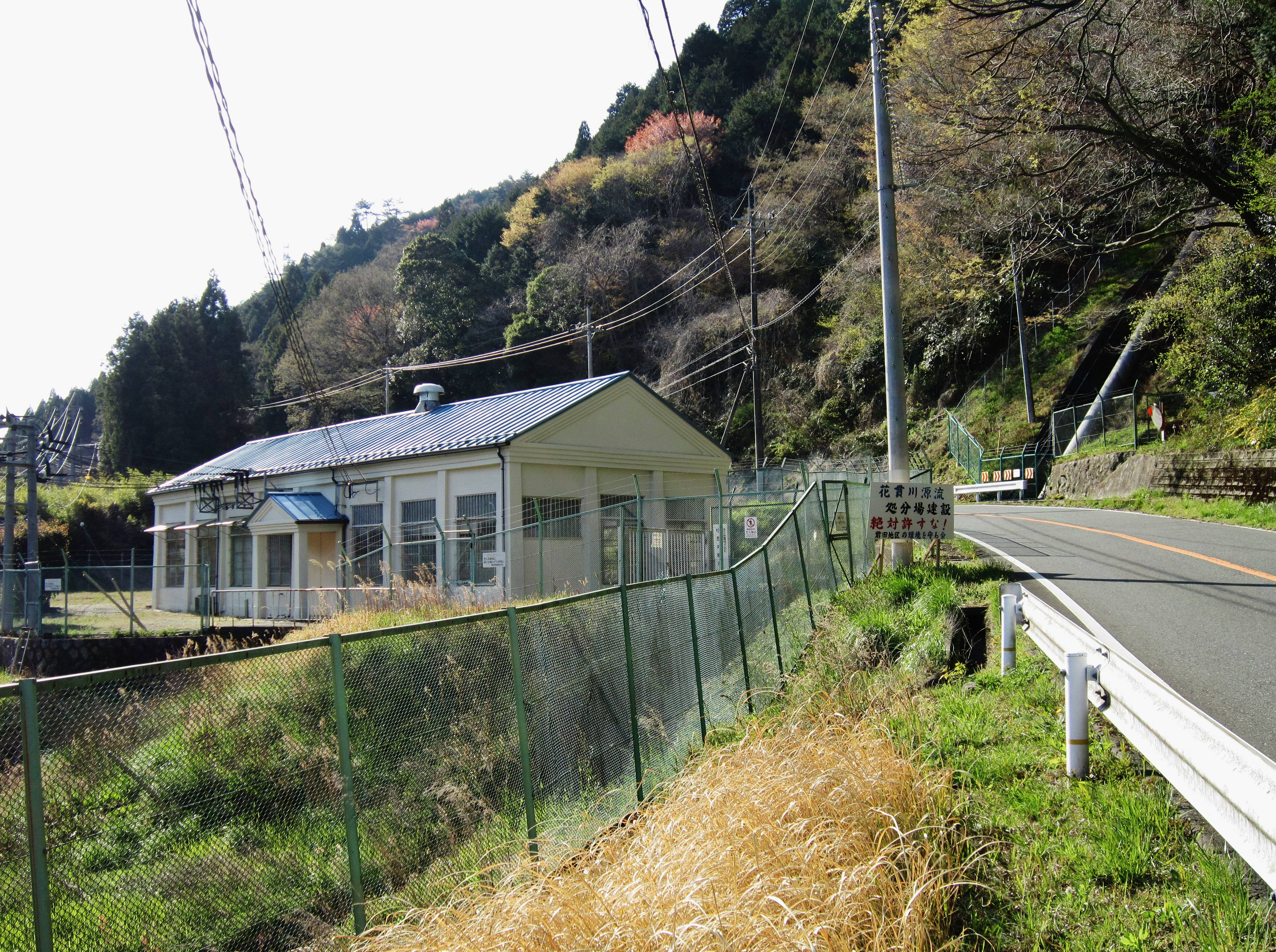
松原発電所

松原発電所は1923年（大正12年）5月に花貫川水系の最下流に建設された水力発電所である。『茨城電力史』では同年12月19日に完成したとされる。花貫川水系にある発電所は上流から順に、花貫川第二発電所・花貫川第一発電所・松原発電所となる。発電施設には松原自動制御所が併存しており、ここで川尻川発電所・松原発電所・花貫川第一発電所・花貫川第二発電所が無人で運転される。松原発電所の所属は、茨城電力 - 東部電力 - 大日本電力 - 関東配電 - 東京電力 - 姫川電力（現・東京発電）と変遷した。2008年3月末時点での諸元は下記の通り。
- 河川名：花貫川水系花貫川[15]
- 発電所出力：330キロワット[15]
- 最大使用水量：1.25立方メートル毎秒[15]
- 有効落差：32.80メートル[15]
- 水車：横軸フランシス水車[16]
- 発電機：同期発電機[16]

### 里川発電所
里川発電所は1923年（大正12年）6月に竣工した水力発電所である。竣工時点では上流に賀美発電所、下流に中里発電所・町屋発電所が設置済みだった。里川発電所の建屋には、茨城電気の設立に関わった太田の七人組を意味する紋章が掲げられている。里川発電所の所属は、茨城電力 - 東部電力 - 大日本電力 - 関東配電 - 東京電力 - 姫川電力（現・東京発電）と変遷した。2008年3月末時点での諸元は下記の通り。
- 河川名：久慈川水系里川[17]
- 発電所出力：700キロワット[17]
- 最大使用水量：2.50立方メートル毎秒[17]
- 有効落差：35.59メートル[17]
- 水車：横軸フランシス水車[18]
- 発電機：同期発電機[18]